# Myrmecium dacetoniforme
Myrmecium dacetoniforme är en spindelart som beskrevs av Cândido Firmino de Mello-Leitão 1932. 
Myrmecium dacetoniforme ingår i släktet Myrmecium och familjen flinkspindlar. Inga underarter finns listade i Catalogue of Life.